# Centro Nacional de Protección de Infraestructuras Críticas
El Centro Nacional de Protección de Infraestructuras Críticas (CNPIC) de España es el órgano del Ministerio del Interior, adscrito a la Dirección General de Coordinación y Estudios, responsable del impulso, la coordinación y supervisión de todas las actividades que tiene encomendadas la Secretaría de Estado de Seguridad (SES) en relación con la protección de las infraestructuras críticas.
En concreto, el CNPIC es la pieza clave del Sistema de Protección de Infraestructuras Críticas, pues asiste a su máximo responsable —el Secretario de Estado de Seguridad—, ejecuta y mantiene actualizado el Plan Nacional de Protección de las Infraestructuras Críticas, se encarga de determinar el nivel de criticidad de cada una de las infraestructuras consideradas críticas así como de recopilar, analizar, integrar y valorar toda la información que pueda afectar a dichas infraestructuras.
Los primeros pasos hacia la creación de este órgano y el establecimiento de unas políticas claras para la protección de elementos sensibles del Estado fue dado en 2004 a nivel europeo, con una comunicación de la Comisión Europea que contenía propuestas para mejorar la prevención, preparación y respuesta de Europa frente a atentados terroristas que la amenazaban. En el caso de España, el 7 de mayo de 2007 aprobó el primer Plan Nacional de Protección de las Infraestructuras Críticas y el 2 de noviembre de 2007 se aprobó en Consejo de Ministros las bases del Sistema de Protección de Infraestructuras Críticas. Tras estos pasos, las Cortes Generales aprobaron la Ley 8/2011, de 28 de abril, por la que se establecen medidas para la protección de las infraestructuras críticas, que creaba el órgano y fue desarrollado reglamentariamente el mes siguiente.